# Богословские труды
Богосло́вские труды́ — научно-богословский альманах высших духовных школ (МДА и СПбДА) Русской православной церкви.
Периодичность выходов номеров составляет 1 раз в год.

## История
Альманах был основан в 1959 году. Первый номер был издан в июне 1960 года. Первоначально издавался тиражом в 6000 экземпляров.
Как отмечал митрополит Иларион (Алфеев): «В советское время, начиная с 1960 года, это был, по сути дела, единственный богословский орган, выходивший под эгидой Русской Православной Церкви. Пусть он расходился небольшими тиражами, но каждый новый выпуск сборника становился настоящим событием для церковной общественности и, конечно, для церковных академических кругов»
В 1988 году в юбилею празднования 1000-летия Крещения Руси тираж «Богословских трудов» достиг отметки в 30000 экземпляров. 
В альманахе печатаются современные богословы (в основном преподаватели православных духовных школ), также публикуются сочинения Отцов Церкви и труды выдающихся религиозных мыслителей прошлых веков. По тематике здесь рассматриваюся вопросы догматического богословия и патристики, церковной истории, литургики, агиографии, канонического права и др.

## Редакционная коллегия

### Председатель
- Епископ Истринский Серафим, председатель Объединенного докторского диссертационного совета Московской, Санкт-Петербургской, Минской и Сретенской духовных академий.http://www.patriarchia.ru/db/text/6014763.html
- До 22 ноября 2022 года редакционную коллегию возглавлял Митрополит Волоколамский Иларион, председатель Отдела внешних церковных связей Московского Патриархата, председатель Синодальной Библейско-богословской комиссии, ректор Общецерковной аспирантуры и докторантуры им. святых равноапостольных Кирилла и Мефодия.[3]
- До ноября 2012 года редакционную коллегию возглавлял Митрополит Минский и Слуцкий, Патриарший Экзарх всея Беларуси, Свято-Успенской Жировицкой обители священноархимандрит Филарет[3]

### Члены
- Митрополит Бориспольский Антоний, первый викарий Киевской епархии
- Архиепископ Верейский Евгений, председатель Учебного комитета, ректор МДАиС
- Епископ Гатчинский Амвросий, ректор СПбДАиС
- Епископ Бобруйский и Быховский Серафим, первый проректор Института теологии имени святых Мефодия и Кирилла
- Протоиерей Валентин Асмус
- Протоиерей Владимир Воробьёв
- Протоиерей Леонид Грилихес
- Протоиерей Максим Козлов
- Протоиерей Владимир Силовьев
- Протоиерей Валентин Тимаков
- Протоиерей Владислав Цыпин
- Протоиерей Владимир Шмалий
- Священник Михаил Желтов
- Доктор филологических наук Д. Е. Афиногенов
- Доктор филологических наук А. Ю. Виноградов
- Кандидат философских наук С. Л. Кравец
- Кандидат исторических наук П. В. Кузенков
- А. И. Кырлежев
- А. М. Пентковский
- Е. С. Полищук (ответственный секретарь)
- Доктор философских наук Ю. А. Шичалин

## Научные редакторы
- М. М. Бернацкий
- А. Г. Дунаев